# Cheng Kaijia
Cheng Kaijia (chinês tradicional: 程開甲, chinês simplificado: 程开甲, pinyin: Chéng Kāijiǎ; Suzhou, 3 de agosto de 1918 – Pequim, 17 de novembro de 2018), também conhecido como Cheng Kai-jia ou Cheng Kai Jia, foi um físico nuclear e engenheiro chinês. Foi um pioneiro e pessoa chave do desenvolvimento do programa de armas nucleares da China. Faleceu aos 100 anos.